# Quindina marginata
Espèce
Synonymes
- Deriacrus marginatus Roewer, 1963

Quindina marginata est une espèce d'opilions laniatores de la famille des Nomoclastidae.

## Distribution
Cette espèce est endémique du département de Santander en Colombie. Elle se rencontre vers Mogotes.

## Description
Le mâle holotype mesure 3 mm.
Le mâle décrit par Pinto-da-Rocha et Bragagnolo en 2017 mesure 3,1 mm.

## Systématique et taxinomie
Cette espèce a été décrite sous le protonyme Deriacrus marginatus par Roewer en 1963. Elle est placée dans le genre Quindina par Pinto-da-Rocha et Bragagnolo en 2017.

## Publication originale
- Roewer, 1963 : « Opiliones aus Peru und Colombien. Arachnida Arthrogastra aus Peru V. » Senckenbergiana biologica, vol. 44, p. 5–72.